# Kurt Marnul
Kurt Marnul (* 30. Mai 1929 in Graz; † 9. Februar 2023) war ein österreichischer Bodybuilder und Gewichtheber. Der vierfache Mr. Austria (1961 bis 1964) war zwölffacher Weltmeister im Bankdrücken, wobei er es auch zu Europameistertiteln brachte, sowie mehrfacher Staatsmeister im Gewichtheben. Auch im Seniorensport war Marnul mit unzähligen Titeln – darunter der Weltmeistertitel in der Klasse der über 70-Jährigen im Jahr 2002 – äußerst erfolgreich.
1958 gründete er den ersten Bodybuilding-Verein Österreichs, die Athletik Union Graz, und war ab 1962 Trainer von Arnold Schwarzenegger.

## Leben und Karriere
Kurt Marnul wurde am 30. Mai 1929 als Sohn von Karl und Josefine Marnul in Graz geboren und absolvierte nach vollendeter Schulbildung eine Lehre zum Bäcker und Konditor, ehe es ihn in die Baubranche verschlug. Dort stieg er vom Polier, nachdem er die Baumeisterschule besucht und zahlreiche Kurse absolviert hatte, zum Bauleiter auf. Nebenbei begann er sich ab 1952 ernsthaft mit Kraftsport zu beschäftigen und gründete, nachdem er einige Jahre für die ASKÖ als Trainer gearbeitet hatte, 1958 mit der Athletik Union Graz den ersten Bodybuilding-Verein Österreichs. Da Bodybuilding zur damaligen Zeit in Österreich belächelt wurde, mussten die Mitglieder seines Vereins damals Gewichtheben als Sportart angeben, da der Verein sonst keinen Saal zum Trainieren bzw. keine Unterstützung erhalten hätte. 1961 gewann Marnul den ersten Mr.-Austria-Titel und konnte diesen in den nachfolgenden drei Jahren verteidigen.
In dieser Zeit lernte der vielfache Rekordhalter – laut eigenen Aussagen mehr als 15-facher Weltrekordhalter – im Bankdrücken auch Arnold Schwarzenegger kennen. Der damals 14-Jährige hatte ihn um ein Autogramm gebeten und trainierte bereits ab 1962 unter Marnul. Wie Schwarzenegger unter anderem in seiner 2012 veröffentlichten Autobiografie Total Recall. Die wahre Geschichte meines Lebens. schrieb, war er vor allem vom äußerlichen Erscheinungsbild Marnuls begeistert. Dieser trug bereits damals eine markante Brille mit leicht getönten Gläsern, was Schwarzenegger begeisterte, da er Brillen eigentlich mit Intellektuellen und nicht mit Athleten in Verbindung brachte. Marnul und Schwarzenegger lernten sich am Thalersee in Schwarzeneggers Heimatgemeinde Thal kennen, wo die beiden ebenso trainierten, wie auch in Marnuls Studio in Graz (unter der Tribüne des damaligen Bundesstadions Liebenau). Im März 1963 absolvierte der 15 Jahre alte Schwarzenegger unter Marnul seinen ersten offiziellen Wettkampf als Bodybuilder. Marnul, der Schwarzenegger rund fünf Jahre lang trainierte, verhalf diesem auch Ende der 1960er Jahre zu einem Job in einem Münchner Fitnessclub. 2004 veröffentlichte er sein Buch Schwarzeneggers erster Trainer über den Leykam-Verlag.
Im Laufe seiner langjährigen Karriere trainierte Marnul zahlreiche weitere Europameister, Weltmeister und Gewinner von Mister-Wahlen. Mit 60 Jahren ging Marnul, der parallel zu seiner Athletenlaufbahn immer hauptberuflich in einem Bauunternehmen tätig war, nach 46 Jahren am Bau in Pension. Zehn Jahre später beendete er auch seine Tätigkeit an der Universität Graz, an der er 30 Jahre lang den Lehrauftrag für Bodybuilding hatte. Bereits vor, aber auch nach seiner offiziellen Pensionierung war Marnul auch im Seniorensport mit unzähligen Titeln – darunter der Weltmeistertitel in der Klasse der über 70-Jährigen im Jahr 2002 – äußerst erfolgreich. Nachdem er sich zwischenzeitlich vom Bodybuilding zurückgezogen hatte, konzentrierte er sich einige Zeit vermehrt auf das Gewichtheben und den Kraftdreikampf – die Sportarten, die er bis ins hohe Alter ausübte. Des Weiteren führte er als Obmann einen Schützenverein. Am Schwarzlsee unter Graz stellte er einen Fitnessraum zur kostenlosen Benutzung bereit. Zuletzt hatte Marnuls Athletik Union Graz ihren Sitz im Raiffeisen Sportpark Graz.
Im Laufe seines Lebens erhielt Marnul zahlreiche Ehrungen, darunter das Goldene Ehrenzeichen der Turn- und Sportunion (1978), das Goldene Ehrenzeichen des Landes Steiermark oder das Silberne Ehrenzeichen für Verdienste um die Republik Österreich. Mit 89 Jahren wurde er im Rahmen der FITGALA mit dem FITNESS AWARD für seine Leistungen rund um den Bodybuildingsport ausgezeichnet.
Am 9. Februar 2023 starb Marnul im Alter von 93 Jahren.